# Emarginula thorektes
Emarginula thorektes is een slakkensoort uit de familie van de Fissurellidae. De wetenschappelijke naam van de soort is voor het eerst geldig gepubliceerd in 1978 door Kilburn.